# Димитър Бодуров
Димитър Стоянов (Станчев) Бодуров е български свещеник и революционер, деец на Вътрешната македоно-одринска революционна организация.

## Биография
Поп Димитър е роден в бунархисарското село Колибите, тогава в Османската империя. Служи в църквата „Свети Георги“ в Бунархисар. Влиза във ВМОРО. През есента на 1902 година става член на околийския революционен комитет и допринася за възстановяването на организацията в Бунархисарско след Керемедчиоглувата афера. Осъден е на 5 години заточение.